# 安藤忠司
安藤 忠司（あんどう　ちゅうじ、1967年〈昭和42年〉2月13日 - ）は、日本の航空自衛官。
第27代航空教育集団司令官。階級は空将。出身職種は飛行。

## 略歴
静岡県出身。1989年（平成元年）3月に防衛大学校（33期）を卒業し、航空自衛隊入隊。千歳基地司令、第2航空団司令、 航空戦術教導団司令、内閣官房国家安全保局内閣審議官、北部航空方面隊司令官を歴任し、2023年（令和5年）12月22日より第27代航空教育集団司令官 。